# The Prime Time of Your Life
«The Prime Time of Your Life» es una canción del dúo francés de música electrónica Daft Punk, de su tercer álbum de estudio Human After All,  lanzado por primera vez el 14 de marzo de 2006 a nivel internacional y un día después en los Estados Unidos.
El video musical escrito y dirigido por Tony Gardner, con efectos de maquillaje de Alterian, Inc. salió el 4 de abril de 2006.
El video consiste en que es una niña que ve a las personas como esqueletos en T.V (Elemento principal del disco), entonces ella ve una foto de ella con su padre (calavera) y no sabe recordar su tiempo pasado, y ella decide convertirse en una de ellos, y se retira a su baño y toma un cortador y empieza a quitarse la piel (parte instrumental y rápida de la canción)hasta quedarse en los músculos y se desmaya por la impresión de quedarse a medio músculo, fue cuando llegaron sus padres, y se pasa a las fotos de la niña, y al llegar una televisión; se ve a ella jugando con dos niñas calaveras.
Lo que se puede concluir es que la niña tiene un desorden alimenticio, conducta provocada por el constante bombardeo que la televisión presenta a diario con personas esbeltas, uno se da cuenta de esto debido a que ella se ve gorda en el espejo, y cuando se quita la piel y se ve en el espejo, sonríe y se acepta, aunque lo que provoca es su muerte.
La imagen principal de la canción es la escena de la T.V prendida con un señor calavera en la pantalla.
Para One hizo un remix que luego fue publicado en Human After All Remixes.
En la gira y el disco Alive 2007 The Prime Time of Your Life fue utilizada en el remix "The Prime Time of Your Life"/"Brainswasher/"Rollin' and Scratchin'"/"Alive".

## Lista de canciones
| CD Maxi |                                                  |          |  |
| N.º     | Título                                           | Duración |  |
| 1.      | «The Prime Time of Your Life»                    | 4:23     |  |
| 2.      | «The Prime Time of Your Life» (Para One Remix)   | 3:48     |  |
| 3.      | «The Brainwasher» (Erol Alkan's Horrorhouse Dub) | 6:01     |  |
| 4.      | «Technologic» (Digitalism's RMX)                 | 5:58     |  |

| Maxi 12" |                                                  |          |  |
| N.º      | Título                                           | Duración |  |
| 1.       | «The Prime Time of Your Life» (Para One Remix)   | 3:48     |  |
| 2.       | «The Brainwasher» (Erol Alkan's Horrorhouse Dub) | 6:01     |  |